# テマラ
テマラ (フランス語: Témara; アラビア語: تمارة; ベルベル語: ⵜⵎⴰⵔⴰ) は、モロッコの都市。ラバト＝サレ＝ケニトラ地方にあり、ラバトの南の大西洋岸に位置する。ラバトの衛星都市となっている。人口は2014年時点で313,510人で、スコイラ・テマラ県の県都である。ビーチと小さな娯楽用の港を有する。

## 歴史
テマラは1130年から1163年にかけて、ムワッヒド朝のアブドゥルムウミンによって建設され、彼はこの地にモスクも建てた。5世紀の後、ムーレイ・イスマーイールは、モスク近くのリバートからテマラまで、現在の城壁を築いた。アブド・アッラフマーンとアブデラジズはウダイヤのカスバを完成させて宗教・軍事拠点としての性格を強めた。

## 気候
テマラは地中海性気候に属する。冬季は夏に比べて降雨量が多い。けっぺんの気候区分ではCsaに分類される。年間平均気温は17.8 °C (64.0 °F)、年間降水量は505 mm (19.88 in)である。
| テマラの気候                        | テマラの気候 | テマラの気候 | テマラの気候 | テマラの気候 | テマラの気候 | テマラの気候 | テマラの気候 | テマラの気候 | テマラの気候 | テマラの気候 | テマラの気候 | テマラの気候 | テマラの気候  |
| 月                                  | 1月          | 2月          | 3月          | 4月          | 5月          | 6月          | 7月          | 8月          | 9月          | 10月         | 11月         | 12月         | 年            |
| ----------------------------------- | ------------ | ------------ | ------------ | ------------ | ------------ | ------------ | ------------ | ------------ | ------------ | ------------ | ------------ | ------------ | ------------- |
| 平均最高気温 °C （°F）              | 17.2 (63)    | 18.4 (65.1)  | 20.3 (68.5)  | 21.8 (71.2)  | 23.6 (74.5)  | 26.0 (78.8)  | 28.1 (82.6)  | 28.8 (83.8)  | 27.6 (81.7)  | 25.4 (77.7)  | 21.2 (70.2)  | 18.4 (65.1)  | 23.07 (73.52) |
| 平均最低気温 °C （°F）              | 7.3 (45.1)   | 7.7 (45.9)   | 9.3 (48.7)   | 10.8 (51.4)  | 13.1 (55.6)  | 15.9 (60.6)  | 17.6 (63.7)  | 18.2 (64.8)  | 16.9 (62.4)  | 14.3 (57.7)  | 10.9 (51.6)  | 8.4 (47.1)   | 12.53 (54.55) |
| 降水量 mm （inch）                  | 75 (2.95)    | 66 (2.6)     | 61 (2.4)     | 53 (2.09)    | 21 (0.83)    | 5 (0.2)      | 0 (0)        | 1 (0.04)     | 7 (0.28)     | 41 (1.61)    | 74 (2.91)    | 101 (3.98)   | 505 (19.88)   |
| 出典：Climate-Data.org,Climate data |              |              |              |              |              |              |              |              |              |              |              |              |               |

## 経済
テマラはモロッコの2大主要都市に近接している。1つは首都のラバトで、もう1つは経済の中心を担うカサブランカだ。
市内には2つの工業地域が存在する。1つは市のカサブランカ側にあり、面積は120ヘクタール（さらに300ヘクタールの拡張が可能）で、繊維、包装、印刷、食料品など55の工場が並ぶ。また、ラバト側にある工業地域は、Attasniaと呼ばれ、面積は20ヘクタールで、繊維、電化製品、化学など23の工場が並ぶ。

## 民族
この地に最初に住んでいたのはZaer族とOudayas（農業のための土地を得る権利と引き替えに軍事力としてスルタンに仕えたモロッコ他地方出身の集団）の他の部族である。現在はモロッコ全土からの人々で民族は多様化しており、アラブ人やベルベル人（リーフ人、シルハ人、ハッサン人）が多い。

## 姉妹都市
- フランス・サン＝ジェルマン＝アン＝レー